# La Salvetat-Belmontet
La Salvetat-Belmontet è un comune francese di 627 abitanti situato nel dipartimento del Tarn e Garonna nella regione dell'Occitania.

## Società

### Evoluzione demografica
Abitanti censiti